# アジナリア門

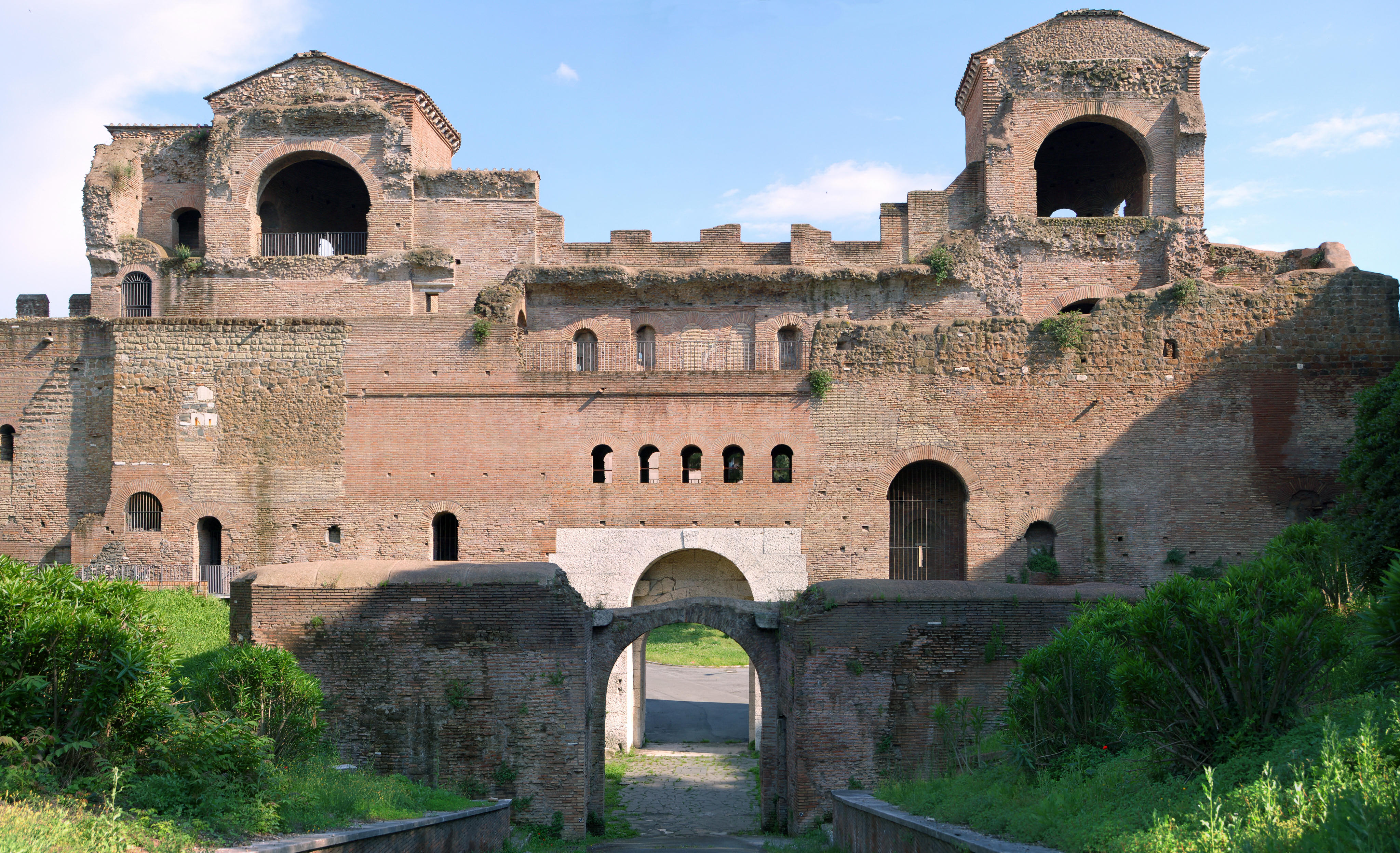
市内側のファサード

アジナリア門（ラテン語: Porta Asinaria）は、イタリア ローマの古代ローマ時代の城壁であるアウレリアヌス城壁に設けられた城門であり、アジナリア街道が通過する位置に造られている。1574年、交通量の増大により北東側に隣接してサン・ジョヴァンニ門が造られたことにより、この門は閉鎖された。中世には、ラテラノ宮殿が隣接していることから、アジナリア・ラテラネシス門（Porta Asinaria Lateranensis）や聖ヨハネ門（Porta S. Johannis）と呼ばれていたこともある。
レンガ型枠仕上げのローマン・コンクリート製の外観は、少なくともホノリウス帝の頃までに造られたものである。それ以降、改修されたのは一部分で、アウレリアヌス城壁に造られた門の中で最も建設当時の姿を保っている建物である。
546年に起こった東ゴート軍勢によるローマ略奪では、この門が内側から開かれ東ゴート軍勢がローマ市内に進軍することになった。

## アクセス
- ローマ地下鉄A線 サン・ジョヴァンニ駅